# 85466 Krastins
85466 Krastins è un asteroide della fascia principale. Scoperto nel 1997, presenta un'orbita caratterizzata da un semiasse maggiore pari a 2,7252393 UA e da un'eccentricità di 0,0662836, inclinata di 4,38565° rispetto all'eclittica.